# Domenico Sarro

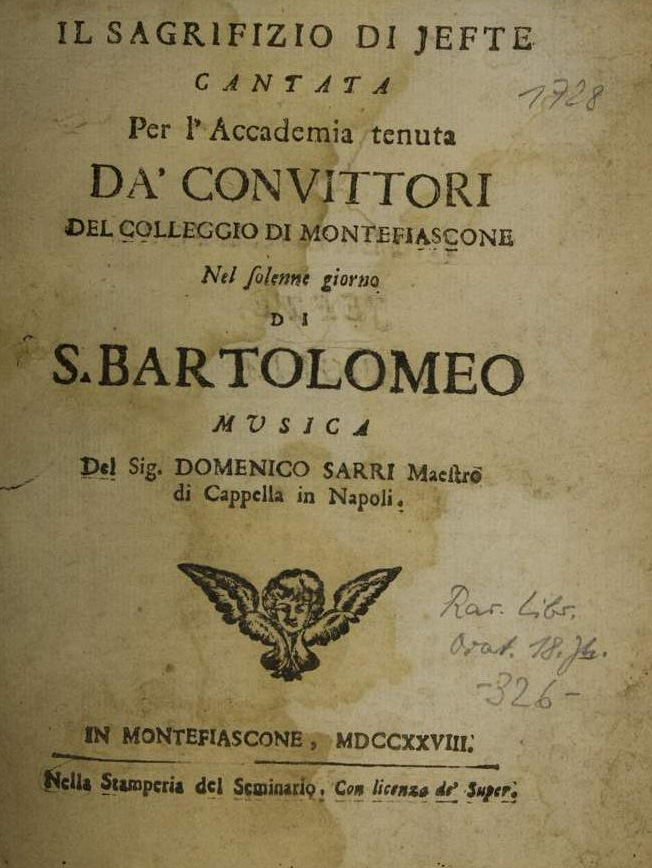
Pàgina inicial de la partitura de la cantata Il sagrifizio di Jefte.

Domenico Natale Sarro, o Sarri (24 de desembre de 1679 - 25 de gener de 1744), fou un compositor italià.
De 1688 a 1697 estudià al conservatori napolità de San Onofrio sent alumne d'Angelo Durante. El 1703 fou nomenat vice-mestre de la "Reale Capella de Nàpols", com a guanyador del concurs organitzat per assignar el lloc vacant que havia deixat A. Scarlatti; el 1737 arribà a mestre. També fou nomenat el 1728 mestre del "Corpo di Città" a Nàpols. També va treballar en d'altres capitals de nombroses ciutats, com en la de "San Paolo Maggiore. Fou un dels més grans músics italians del període que marca el pas del Barroc florit a l'estil galant.
Va compondre extensament a principis del segle xviii. La seva òpera Didone abbandonata, estrenada l'1 de febrer de 1724 al Teatro San Bartolomeo de Nàpols, fou la primera amb llibret de Pietro Metastasio. Se'l recorda millor avui com el compositor de Achille in Sciro, l'òpera que s'escollí per estrenar el Teatro San Carlo el 1737. Sarro i Orefice, entre d'altres foren els adalils de l'òpera en dialecte napolità i ells dos encolaboració van escriure l'òpera La Finta pellegrina (1734).
A més fou autor d'entremitjos còmics, misses, música sacra i d'un concert per a flauta.

## Òperes
- Le gare generose fra Cesare e Pompeo, (1706)
- Candaule re di Lidia, (1706)
- Il comando non intenso ed ubidito, (1713)
- I gemelli rivali, (1713)
- Arsace, (1718)
- La fede ne tradimenti, (1719)
- Alessandro Sevego, (1719)
- Ginevra di Sozzia, (1720)
- Didone abbandonata, llibre de Pietro Metastasio, (1724)
- Tito Sempronio Gracco, (1725)
- Berenice, (1732)
- La Rosaura, (1736
- Achille in Sciro, (1737)

## Oratoris
- Il frute delle grazie,
- Andata di Gesú al calvario,
- Ester reparatrice